# ریشار دمبو
ریشار دمبو (فرانسوی: Richard Dembo‎؛ ۲۴ مهٔ ۱۹۴۸ – ۱۱ نوامبر ۲۰۰۴) یک کارگردان و فیلم‌نامه‌نویس اهل فرانسه بود.
فیلم حرکات خطرناک به کارگردانی او، در سال ۱۹۸۴ میلادی، برندهٔ جایزه اسکار بهترین فیلم خارجی‌زبان شد.
او در سن ۵۴ سالگی در پاریس و در اثر انسداد روده درگذشت.